# Odontodactylus scyllarus
Odontodactylus scyllarus is een bidsprinkhaankreeftensoort uit de familie  Odontodactylidae. De wetenschappelijke naam is gepubliceerd in 1758 door Linnaeus in de tiende editie van Systema naturae.